# 比基爾·比亞爾納松
比基尔·比亞爾納松（1988年5月27日—）是一位冰島足球運動員。在場上的位置是中場。現效力於意大利足球乙级联赛球隊布雷西亚。他也代表冰島國家足球隊參賽。

## 外部連結
- KSI profile
- Profile on the Swiss Football League homepage （页面存档备份，存于）
- Profile at Viking